# Monastère de Grgeteg
Le monastère de Gregeteg (en serbe cyrillique : Манастир Гргетег ; en serbe latin : Manastir Grgeteg) est un monastère orthodoxe serbe situé en Serbie dans la province autonome de Voïvodine, près du village de Grgeteg. Il est un des 16 monastères de la Fruška gora, dans la région de Syrmie. Il dépend de l'éparchie de Syrmie et figure sur la liste des monuments culturels d'importance exceptionnelle de la république de Serbie (identifiant no SK 1024).

## Histoire
Le monastère de Grgeteg, dédié à saint Nicolas, a été fondé au XVe siècle par le despote Zmaj Ognjeni Vuk (Vuk Grgurević). En revanche, il est mentionné pour la première fois dans un document turc de 1545-1546.

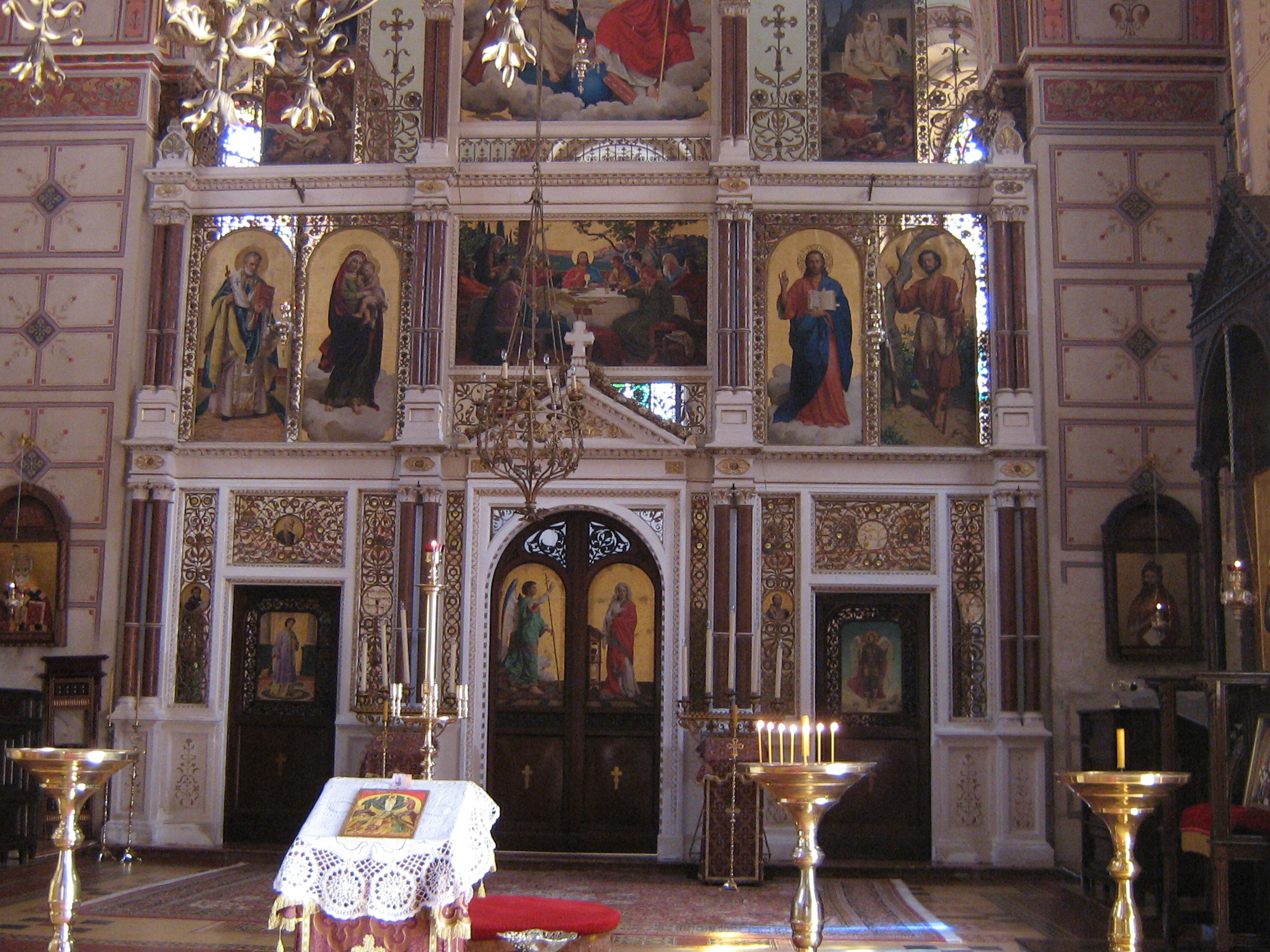
L'iconostase de l'église.

À la fin du XVIIe siècle, le monastère fut abandonné puis refondé en 1708 par le métropolite Isaija Đaković. Vers 1770, l'ancienne église fut remplacée par une nouvelle construction de style baroque et ornée d'un clocher. L'église fut encore restaurée en 1901. Elle a successivement abrité deux iconostases ; la première, qui resta dans l'église jusqu'en 1901, avait été peinte en 1774 par Jakov Orfelin ; l'autre, qui subsiste encore aujourd'hui, a été réalisée par Uroš Predić en 1902. 
Le bâtiment des moines, construit dans la deuxième moitié du XVIIIe siècle, a été restauré en même temps que l'église en 1901.

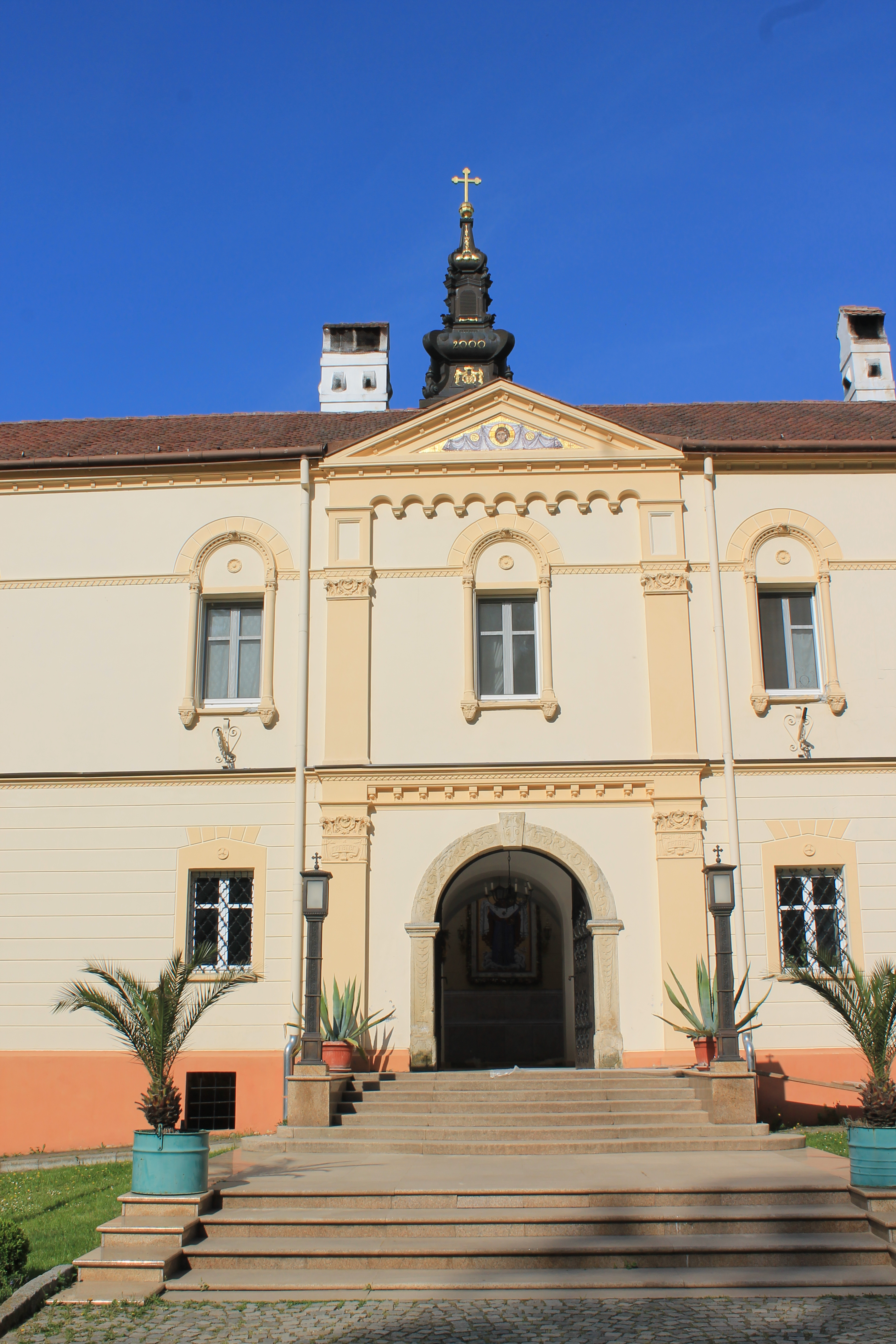
Le konak du monastère.

Pendant la Seconde Guerre mondiale, le monastère fut gravement endommagé, en particulier le clocher et le bâtiment des moines. Ils sont aujourd'hui restaurés.